# Dziwogóra
Dziwogóra [pronunciación en polaco: /d͡ʑivɔˈɡura/] (en alemán: Dewsberg) es un pueblo en el distrito administrativo de Gmina Połczyn-Zdrój, dentro del Distrito de Świdwin, Voivodato de Pomerania Occidental, en el noreste de Polonia. Se encuentra aproximadamente 5 kilómetros al noroeste de Połczyn-Zdrój, 19 kilómetros al este de Świdwin, y 105km al noreste de la capital regional, Szczecin.
El pueblo tiene una población de 170 habitantes.